# Sivice
Sivice (in tedesco Siwitz) è un comune della Repubblica Ceca facente parte del distretto di Brno-venkov, in Moravia Meridionale.